# Frank Costello faccia d'angelo
Frank Costello faccia d'angelo (Le samouraï) è un film del 1967, diretto da Jean-Pierre Melville.

## Trama
Frank Costello, killer solitario, uccide su commissione il padrone di un night. Preciso e determinato, si costruisce un alibi inattaccabile costruito in due fasi distinte, grazie anche all'aiuto della sua fidanzata Jane Lagrange. Nel night viene però visto dalla pianista Valérie proprio dopo avere commesso il crimine. Stranamente lei lo copre, facendo finta di non riconoscerlo durante l'interrogatorio. Frank viene anche aiutato da Jane, che testimonia come i due siano stati insieme nell'orario dell'omicidio, e viene inoltre riconosciuto da Wiener, che così ne conferma l'alibi quale amante di Jane.
Rilasciato, Frank si trova così ad essere braccato da ogni parte. La polizia, in particolare l'ispettore incaricato delle indagini, non crede al suo alibi meticolosamente preparato, e cerca in ogni modo di intrappolarlo. I mandanti dell'omicidio, temendo che le indagini possano arrivare sino a loro, lo vogliono eliminare. Costello riesce a sfuggire ai pedinamenti grazie alla conoscenza perfetta di strade, vicoli e metropolitana. Gli viene commissionato un altro omicidio, e questa volta il bersaglio è la pianista del night. Quando Frank la raggiunge al locale e le punta contro la pistola, viene crivellato di colpi dalla polizia in agguato. Ma una volta esaminata l'arma del killer, il commissario scopre che era completamente scarica.

## Produzione
Il film segna l'inizio della collaborazione tra Jean-Pierre Melville e Alain Delon che sarebbe continuata con I senza nome (1970) e Notte sulla città (1972), sino alla morte del regista.
Il direttore della fotografia del film è Henri Decaë, esponente di spicco della Nouvelle Vague.
Benché venga dichiarato che il soggetto è ispirato a un romanzo dell'autore americano Goan McLeod, tale libro sembra introvabile, così come esistono scarsissime e contraddittorie informazioni sul McLeod stesso, che a volte viene citato come "Joan McLeod", nome corrispondente a una drammaturga canadese, la quale però nel 1967 aveva 13 anni. La stessa epigrafe presente in testa al film (soppressa nell'edizione italiana dell'epoca) e attribuita al bushido «non viene da nessun codice dei samurai, da nessun testo sacro impregnato di antica sapienza giapponese. È un'invenzione di Melville».
Frank Costello per muoversi è solito rubare un solo tipo di auto, all'epoca molto diffusa in Europa e specialmente a Parigi, la Citroën DS. Ha infatti sempre con sé un mazzo di circa quaranta chiavi che gli consentono di mettere in moto l'auto scelta per l'occasione. La prima "DS" rubata, a inizio film, è un modello dotato di cambio semiautomatico.

## Distribuzione
In originale, il protagonista del film si chiama Jef, ma la distribuzione italiana l'ha cambiato in Frank, richiamando così Frank Costello, un personaggio della criminalità italo americana esistito veramente, ma la cui biografia non ha niente in comune con la storia del film. Una scelta che ha fatto infuriare Melville.

## Accoglienza

### Critica
È forse uno dei punti più elevati del polar (connubio, alla francese, dei generi poliziesco e noir). In effetti, sin dalla frase che appare all'inizio ("Non esiste solitudine più profonda del samurai, se non quella della tigre nella giungla") e che spiega il titolo originale (Le Samouraï), è evidente l'ispirazione di Melville, da sempre ambasciatore del cinema americano in Francia a quel modello di "killer esistenziale", di cui Renato Venturelli individua il prototipo nel Philip Raven, interpretato da Alan Ladd, in Il fuorilegge di Frank Tuttle, ispirato al romanzo Una pistola in vendita di Graham Greene: «...non il gangster come esponente della malavita organizzata o comunque come criminale immerso in un preciso quadro sociale, ma assassino solitario che si distacca anche dagli abituali connotati etnici per risolvere il suo tragitto in un personale confronto con la morte».
La tessitura del film è arricchita da riferimenti alla cultura giapponese, come la sobria e perfezionistica ritualità dei gesti nello svolgere i suoi lavori - ma che rimanda anche al Robert Bresson di Diario di un ladro o di Un condannato a morte è fuggito.